# 하리마정
하리마정(일본어: 播磨町)은 일본 효고현 가코군 남부에 있는 정이다. 정 면적의 30%를 차지하는 인공섬에는 중화학공업의 공장이 가동하고 있다.

## 지리
동쪽으로 아카시시, 북쪽에서 서쪽으로 가코가와시와 인접하고 있다. 같은 가코군의 이나미정과는 1km 정도 떨어져 있다. 남쪽은 세토 내해와 접하고 있어 니지마섬, 히가시니섬 등 2개의 인공섬이 있다. 히가시니지마의 동쪽 반 이상은 아카시시가 되어 있다. 효고현에서 제일 좁은 정이다.

## 역사
- 1889년 - 아에촌(阿閇村)이 성립하였다.
- 1962년 4월 - 정으로 승격해 하리마정이 되었다.

## 교통

### 철도
- 서일본 여객철도
- 산요 전기 철도

### 도로
- 국도 제250호선 (일본)(일본어판)

### 항구
- 히가시하리마항(일본어판)